# 林立三
林立三（英語：Lam Lap Sam，1956年—），香港舞台劇演員，亦為一位全面的華裔專業舞台導演，以擅長處理經典劇目及大型音樂劇見稱，乃香港首位到西方研習形體表演美學的舞台藝術學者，兼備超過二十年的表演教學資歷，學術及教育經驗豐富。現任教於香港浸會大學電影學院 （页面存档备份，存于）及文學院 （页面存档备份，存于）(兼任) , 以及香港科技大學，並為香港大學專業進修學院擔任戲劇研究文憑課程統籌及講師，並兼香港藝術發展局戲劇藝術顧問、香港勞工處僱員再培訓局 （页面存档备份，存于）之電影電視娛樂及舞台和香港提升計劃之電影電視及舞台任藝術顧問及委員。

## 背景
林立三在香港出生，早年就讀喇沙書院，中學階段移民到加拿大，並繼續升學。他在1983年取得美國瑪莉蘭魯茲威戲劇研究所(Rochville University （页面存档备份，存于）)戲劇一級榮譽博士，研究題目為《西方經典戲劇的嶄新東方演繹》("The HK Western Drama Performance has a unique feature which is the intrigue woven of colonial Chinese Culture with the traditional one")。加拿大溫尼泊大學 戲劇學院學士及碩士，曾在該校任教，並參與緬尼托巴省及安大略省的職業劇團演出及導演工作，為溫尼伯默劇團之演員。1981年返回香港演出歌舞劇《迪士尼穿梭大匯演》後留港發展，亦為香港首位作專業默劇表演者。並屬美國戲劇學者公會認可會員，更被牛津大學出版社委員會評選為香港戲劇界首四位最有影響力人士，並列名入 ＂Who's Who in The Contemporary World Theatre＂ 書冊內。
回港後曾演出舞台劇包括《吾妻正斗》、《風雨守衣箱(The Dresser （页面存档备份，存于）)》、《周門家事》、《紐倫堡大審判》(Judgement at Nuremberg （页面存档备份，存于）)等，並憑《推銷員之死（Death of a Salesman）》及《瘋狂夜宴搞偷情(Don't Dress for Dinner （页面存档备份，存于）)》獲得香港舞台劇獎之最佳男配角獎，另外更參與多齣電影（如《92黑玫瑰對黑玫瑰》、《一千靈異夜 - 血咒》等）及電視劇（如《開心女鬼》、《黑錢年代》等）。曾執導之舞台劇劇目包括：莎士比亞（William Shakespeare）《暴風雨（The Tempest）》及《第十二夜（Twelfth Night）》、莫里哀的《情聖唐璜（Dom Juan （页面存档备份，存于））》、希臘劇《美迪亞（Medea （页面存档备份，存于））》、《木馬屠城後傳（The Trojan Women （页面存档备份，存于））》（首次在香港演藝學院露天劇場公演之演出）、尚‧惹內荒誕劇《侍婢》(The Maids （页面存档备份，存于）)、紐西蒙（Neil Simon）之《非常天使（God's Favorite （页面存档备份，存于））》、田納西威廉斯（Tennessee Williams）的《慾望號街車（A Streetcar Named Desire）》、原創劇《天后》（曾赴捷克參與戲劇節演出）、《鬼劇院》、及《不動布娃娃》、百老匯音樂劇《綠野仙蹤（The Wizard of Oz）》、《紅男綠女》(Guys and Dolls （页面存档备份，存于）)、《棒球狂想曲》(Damn Yankees （页面存档备份，存于）) 、《I Love You Because （页面存档备份，存于）》及原創音樂劇《但願人長久－鄧麗君》等，種類繁多；並曾與鍾景輝聯合導演百老匯音樂劇《紅男綠女（Guys & Dolls）》及《長河之末》（此劇為慶祝香港演藝學院戲劇學院成立十週年之演出，由該校畢業生張達明編劇，並首次由師生攜手擔綱演出）。所參與導演的作品屢獲香港舞台劇獎最受歡迎製作獎；《長河之末》獲最佳整體演出獎及最佳導演獎；《棒球狂想曲》獲最佳整體演出獎。2009年獲香港話劇團邀請執導莎劇《李察三世》(主演者為鍾景輝博士及林保怡) ，成為首位在香港舞台執導莎士比亞歷史劇的華裔導演。該劇於香港文化中心大劇院公演十一場，大獲好評。2016年再度為香港話劇團執導原創音樂劇《太平山之疫》，呈現1894年香港鼠疫實況。
林氏自香港演藝學院戲劇學院成立以來，任教23年，至離任前擔任香港演藝學院戲劇學院之表演系主任一職，並曾擔當校董會教職員選任代表。期間於香港電視廣播有限公司、亞洲電視有限公司藝員訓練班及各大學擔任客席表演講師，講授表演技巧。林氏在戲劇方面知識甚廣，於戲劇理論、演技、默劇、形體、公開演說、導演等方面都甚有心得。林氏更於2009年開始與中英劇團合辦《導演舞台 - 個案研習公開課》及與Theatre Noir合辦《Learn From Mistakes - 大師公開課》，是香港首位利用公開課形式教授導演技巧及表演的戲劇導師。現階段開設個人表演進修工作坊，繼續致力推廣戲劇普及教育。
林氏於2016年成立 Lam's Artistic House 並擔任總監，致力提供高質素的專業演戲訓練課程，培養富學識、基礎扎實而思維創新的專業演員及戲劇藝術人才。

## 演出作品

### 舞台劇
- 1979 年 《The Crucible （页面存档备份，存于）》(Canada)
- 1980 年 《You're gonna be Alright, Jamie Boy》(Canada)
- 1980年 《A Streetcar Named Desire （页面存档备份，存于）》(Canada)
- 1980年 《In the Boom Boom Room》(Canada)
- 1981年 《Electra （页面存档备份，存于）》(Canada)
- 1981年 《Othello （页面存档备份，存于）》(Canada)
- 1981年 《The Rehearsal at Versailles》(Canada)
- 1982年 《迪士尼穿梭大匯演》(香港)
- 1983年 《溥儀》(香港)
- 1984年 《赤腳走公園》(Barefoot in the Park （页面存档备份，存于）)(香港)
- 1983年 《Have a Fun Night Variety Show》(香港)
- 1985年 《Send Me No Flowers （页面存档备份，存于）》(香港)
- 1985年 《Have a Fun Night Variety Show》(USA)
- 1994年 《莫扎特之死》(香港)
- 1995年 《推銷員之死》(香港)
- 1995年 《長河之末》(香港)
- 1998年 《瘋狂夜宴搞偷情》(香港)
- 1998年 《風雨守衣箱》(香港)
- 2000年 《周門家事》(香港)
- 2007年 《小城風光》(Our Town)(香港)
- 2008年 《紐倫堡大審判》(Judgement at Nuremberg)(香港)

### 電視劇（無線電視）
- 1985年 《妙人妙事》
- 1985年 《楊家將》 飾 趙匡胤
- 1985年 《開心女鬼》 飾 哈家明
- 1986年 《孖寶太子》
- 1986年 《流氓大亨》飾 律師
- 1987年 《留住明天》
- 1987年 《快活良緣》
- 1987年 《吾妻十三點》
- 1987年 《生命之旅》飾車逸仁
- 1989年 《公私三文治》
- 1990年 《走路新郎哥》 飾 錢仁傑

### 電視劇（亞洲電視）
- 1983年 《情難再》
- 1991年 《豪門》 飾 金冠武
- 1991年 《香港傳奇人物之商業超人》
- 1991年 《香港奇案之烹夫》
- 1992年 《一千靈異夜之血咒》(Something Incredible - Blood Curse) （電視電影）
- 1994年 《郎心如鐵》（又名《失落真心》） 飾 查隆
- 1995年 《女幹探（辣手幹探俏嬌娃）》
- 1995年 《包青天》

### 電影
- 1984年 《第8站》(Before Dawn)
- 1985年 《青春差館》(The Young Cops)
- 1988年 《亡命鴛鴦》(On the Run)
- 1988年 《吉屋藏嬌》(Ghost in the House)
- 1988年 《愛情謎語》(Chaos by Design)
- 1989年 《打工狂想曲》(Gift from Heaven)
- 1992年 《再世驚魂》(Time after Time)
- 1992年 《92黑玫瑰對黑玫瑰》(92 Legendary La Rose Noire)
- 1992年 《黑越玫瑰》(The Deadly Rose)
- 1992年 《伙頭福星》(The Chef)
- 1993年 《富貴狂花》(Lamb Killer)
- 1994年 《清官難審》(Family Affairs)
- 1994年 《誰可相依》(Who's My Father ?)
- 1995年 《驚夢魂》(Deep in Night)
- 1995年 《赤足驚魂》(Red Scary)
- 2000年 《黑錢年代》(Black Money)
- 2001年 《險角》(Sharp Guns)

## 導演作品
- 1980年　《The Man in the Bowler Hat》(Canada)
- 1981年　《The Maids》(Canada)
- 1982年　《Mother's Day》　(Canada)
- 1989年　《暴風雨》 (The Tempest)　(香港)
- 1990年　《天后》 (Tin Hau-Goddess of Heaven)　(香港)
- 1992年　《情聖唐璜》 (Dom Juan)　(香港)
- 1994年　《紅男綠女》 (Guys and Dolls)　(香港)
- 1994年　《第十二夜》 (Twelfth Night)　(香港)
- 1995年　《長河之末》 (The End of the Long River)　(香港)
- 1996年　《棒球狂想曲》 (Damn Yankees)　(香港)
- 1998年　《綠野仙蹤》 (The Wizard of Oz)　(香港)
- 1998年　《瘋狂夜宴搞偷情》 (Don't Dress for Dinner)　(香港)
- 2000年　《侍婢》 (The Maids)　(香港)
- 2000年　《鬼劇院》 (Crimson in a Haunted Theatre)　(香港)
- 2001年　《不動布娃娃》 (The Paper Doll)　(香港)
- 2002年　《慾望號街車》 (A Streetcar Named Desire)　(香港)
- 2001年　《但願人長久 - 鄧麗君》 (The Legend of Teresa Tang)　(香港)
- 2003年　《美狄亞》 (Medea)　(香港)
- 2005年　《木馬屠城後傳》 (The Trojan Women)　(香港)
- 2005年　《海鷗》 (The Seagull)　(香港)
- 2009年　《李察三世》 (Richard III)　(香港)
- 2011年　《I Love You Because》　(香港)
- 2011年   《慌失失劇團》  (香港)
- 2012年　《I Love You Because》 (歌舞升級版)　(香港)
- 2016年   《太平山之疫》 (1894 Hong Kong Plague)　(香港)

## 曾獲獎項
- 香港戲劇協會1994-1995年度 八大最受歡迎話劇 - 《紅男綠女》 (Guys and Dolls)
- 香港戲劇協會1995-1996年度 最佳男配角(悲/正劇) - 《推銷員之死》 (Death of a Salesman)
- 香港戲劇協會1995-1996年度 最佳導演(悲/正劇)、九大最受歡迎話劇、最佳整體演出 - 《長河之末》 (The End of Long River)
- 香港戲劇協會1996-1997年度 十大最受歡迎話劇、最佳整體演出 - 《棒球狂想曲》 (Damn Yankees)
- 香港戲劇協會1998-1999年度 最佳男配角(喜/鬧劇) - 《瘋狂夜宴搞偷情》 (Don't Dress for Dinner)
- 香港戲劇協會1998-1999年度 十大最受歡迎話劇 - 《綠野仙蹤》 (The Wizard of Oz)
- 香港戲劇協會1999-2000年度 十大最受歡迎話劇 - 《鬼劇院》 (Crimson in a Haunted Theatre)
- 香港戲劇協會2002-2003年度 十大最受歡迎話劇 - 《美狄亞》 (Medea)
- 香港戲劇協會2004-2005年度 十大最受歡迎話劇 - 《木馬屠城後傳》 (The Trojan Women)
- 2004年 香港舞台劇界傑出專業精神獎
- 香港戲劇協會2009-2010年度 十大最受歡迎話劇 - 《李察三世》 (Ricahrd III)

## 外部連結
- 休止符 - 林立三 101藝術新聞網 （页面存档备份，存于）
- 名導．大師．紅星．共同打造《李察三世》 101藝術新聞網 （页面存档备份，存于）
- 《劇場會客室》第十五集:與林立三博士談戲劇
- 導演舞台 個案研習公開課
- 林立三在互联网电影资料库（IMDb）上的資料（英文）（英文）
- 林立三在香港影庫上的簡介
- 林立三在时光网上的簡介（简体中文）
- Lam's Artistic House的Facebook專頁